# Cove Orchard
Cove Orchard az Amerikai Egyesült Államok északnyugati részén, Oregon állam Yamhill megyéjében, az Oregon Route 47 mentén elhelyezkedő önkormányzat nélküli település.
Alapítója F. C. Graham. A posta 1912 és 1953 között működött.
A Yamhill County Transit buszokat közlekedtet McMinnville és Hillsboro irányába.

## Fordítás
- Ez a szócikk részben vagy egészben  a   Cove Orchard, Oregon című angol Wikipédia-szócikk ezen változatának fordításán alapul.  Az eredeti cikk szerkesztőit annak laptörténete sorolja fel. Ez a jelzés csupán a megfogalmazás eredetét és a szerzői jogokat jelzi, nem szolgál a cikkben szereplő információk forrásmegjelöléseként.